# Емил Аструков
Емил Йосифов Аструков е български гръден хирург, доцент, преподавател в МУ-София.

## Биография
Емил Аструков е роден в София на 6 юли 1946 г. в семейство на лекари. Неговият брат-близнак, доц. Евгени Аструков, е коремен хирург.
Учи в Първа английска езикова гимназия, а след това завършва Висшия медицински институт – София. След конкурс е назначен като асистент в Катедрата по гръдна хирургия на Медицинска академия. Изминава пътя от стажант-асистент, асистент, старши асистент, главен асистент и доцент в Клиниката по гръдна хирургия в белодробната болница „Света София“. Специализира в Русия, Украйна, Франция и Израел. Внедрява в България няколко операции: операцията на Hill при плъзгащи се хиатални хернии, операцията на Thai при стенозиращ рефлукс-езофагит, резекция на 1-ви трахеален пръстен и резекция на крикоид при резекционната и пластичната хирургия на трахеята. Има над 100 научни публикации. 
През 1988 г. защитава дисертационен труд за придобиване на образователната и научна степен доктор (тогава кандидат на науките) с тема „Клиника, диагностика, и хирургично лечение на хиаталните хернии“. През 1993 г. след конкурс е избран за доцент. 
Активен член на организацията на евреите в България „Шалом“.
Умира в София през май 2020 г.